# 29 juillet 1935
Le lundi 29 juillet 1935 est le 210e jour de l'année 1935.

## Naissances
- Alejandro Planchart (mort le 28 avril 2019), musicologue chef d'orchestre et compositeur américano-vénézuélien ;
- Bernard Jacotot, médecin et universitaire français ;
- Charles Harbutt (mort le 29 juin 2015), photographe américain ;
- Claude Bébéar, homme d'affaires français ;
- Jean-Philippe Lecat (mort le 26 mars 2011), homme politique français ;
- Jean Davignon, médecin canadien ;
- Joan Gerber (morte le 22 août 2011), actrice américaine ;
- Miyako Maki, mangaka japonaise ;
- Peter Schreier (mort le 25 décembre 2019), ténor et chef d'orchestre allemand.

## Décès
- François Denys Légitime (né le 20 novembre 1841), homme politique haïtien ;
- Hippolyte de La Hamelinaye (né le 19 mars 1861), ingénieur forestier français.